# Belle (Virgínia de l'Oest)
Belle és una població dels Estats Units a l'estat de Virgínia de l'Oest. Segons el cens del 2000 tenia 1.259 habitants.

## Demografia
Segons el cens del 2000, Belle tenia 1.259 habitants, 569 habitatges, i 364 famílies. La densitat de població era de 684,7 habitants per km².
Dels 569 habitatges en un 24,4% hi vivien nens de menys de 18 anys, en un 46,7% hi vivien parelles casades, en un 14,1% dones solteres, i en un 35,9% no eren unitats familiars. En el 32,7% dels habitatges hi vivien persones soles el 14,6% de les quals corresponia a persones de 65 anys o més que vivien soles. El nombre mitjà de persones vivint en cada habitatge era de 2,21 i el nombre mitjà de persones que vivien en cada família era de 2,79.
Per edats la població es repartia de la següent manera: un 20,8% tenia menys de 18 anys, un 7,4% entre 18 i 24, un 26,1% entre 25 i 44, un 26,6% de 45 a 60 i un 19,1% 65 anys o més.
L'edat mediana era de 42 anys. Per cada 100 dones de 18 o més anys hi havia 78 homes.
La renda mediana per habitatge era de 34.118 $ i la renda mediana per família de 43.203 $. Els homes tenien una renda mediana de 27.500 $ mentre que les dones 22.969 $. La renda per capita de la població era de 18.636 $. Entorn del 8,6% de les famílies i l'11,5% de la població estaven per davall del llindar de pobresa.

## Poblacions més properes
El següent diagrama mostra les poblacions més properes.